# Georg Berlit
Georg Berlit (* 22. März 1850 in Hersfeld; † 19. August 1916 in Leipzig) war ein deutscher Anglist und Gymnasiallehrer.

## Leben
Er studierte von 1868 bis 1870 in Marburg, dann in Leipzig Philologie. Nachdem er am 14. März 1873 in Marburg die Prüfung für das höhere Schulamt bestanden hatte, lehrte er ab 1873 an der Nicolaischule Deutsch, Latein, Griechisch, Französisch, Geschichte und Schreiben. Von 1915 bis 1916 war er Rektor der Schola Nikolaitana.
Berlit war ein Schüler Rudolf Hildebrands, dessen Examensarbeit über Walther von der Vogelweide er aus dessen Nachlass herausgab.
Nach dem Tod Robert Heinrich Hieckes war er Herausgeber für das von diesem begründete fünfbändige Lesebuch für höhere Lehranstalten.

## Schriften (Auswahl)
- Leipziger Innungsordnungen aus dem XV. Jahrhundert. Leipzig 1886.
- Wessely's pocket dictionaries. English-German and German-English dictionary. London.
- Martin Luther, Thomas Murner und das Kirchenlied des 16. Jahrhunderts. Leipzig 1900.
- Von unsern Toten. Ecce 1914 23. Nov. bis Ecce 1915 22. Nov. Leipzig 1916.